# Claude Brasseur
Claude Brasseur (Párizs, 1936. június 15. – Párizs, 2020. december 22.) kétszeres César-díjas francia színész. Fia, Alexandre Brasseur (1971) francia színész.

## Életpályája
Szülei: Pierre Brasseur (1905–1972) francia színész és Odette Joyeux (1914–2000) francia színésznő volt; mindketten ismert tagjai voltak a francia színművészvilágnak. A konzervatóriumban színi tanulmányokat folytatott, majd a színpadon szerepelt. 1956-tól szerepelt filmekben. Az 1983-as Dakar-rali résztvevője volt. A 2007-es César-díjátadó házigazdája volt.

## Munkássága
Kezdetben főként fiatal suhancokat formált meg derűs alapszínnel, később áttért a karakterfeladatok megoldására. Budapesten is forgatott; a Germinal (1963) új változatában, ahol Pécsi Sándor, Makláry Zoltán és Koncz Gábor is szerepet kapott. 1975-ben készült az Agresszió című krimi, ahol Catherine Deneuve és Jean-Louis Trintignant partnere volt. 1977-ben két filmjét – A svihák és a Sokat akar a szarka… – is César-díjban részesítették. Az 1979-es Rendőrök háborúja című filmje elnyerte a legjobb színésznek járó César-díjat. 2003–2007 között a Franck Keller-sorozat színésze volt.

## Filmjei
- A vidék, ahonnan én jövök (Le pays d'où je viens) (1956)
- Az Eiffel-torony árnyékában (1959)
- A nagy érettségi (1959)
- Szemek arc nélkül (1960)
- Pierrot, a gyengéd (Pierrot la tendresse) (1960)
- Kantár a nyakon (1961)
- A hét főbűn (Les sept péchés capitaux) (1961)
- A póruljárt tizedes (1962)
- Germinal (1963)
- Banánhéj (1963)
- Külön banda (1964)
- Egy kis bunyó Párizsban (1966)
- Catherine (1969)
- Les nouvelles aventures de Vidocq (1971–1973)
- Saint Tropez-ba költöztünk (1972)
- Egy olyan szép lány, mint én (1972)
- Enyém, tied, kié? (1973)
- Különös háromszög / Jégkeblek (1974)
- Agresszió (1975)
- Veszélyesen élni (1975)
- Sokat akar a szarka… (1975)
- A svihák (1976)
- Barocco (1976)
- Mind a Paradicsomba kerülünk (1977)
- A mások pénze (1978)
- Egyszerű eset (1978)
- Languszta reggelire (1979)
- Rendőrök háborúja (1979)
- Szökés a halál elől (1980)
- A házibuli (1980)
- A bankárnő (1980)
- A védő és a gyilkos (1981)
- Josepha (1982)
- Guy de Maupassant (1982)
- A törvényes erőszak (1982)
- A házibuli folytatódik (1982)
- A gazdagság lólába (1983)
- Emlékek, emlékek (1984)
- Palace (1985)
- Pokolra szállás (1986)
- A cigánylány (1986)
- Hogyishívják (1986)
- Dandin (1987)
- Dancing Machine (1990)
- Romlott, mint egy angyal (1991)
- A hercegi vacsora (1992)
- A horizont peremén (1993)
- Ipiapacs egy, kettő, három (1993)
- Le juste (1996–1997)
- Színészek (2000)
- Az emberi szeretet teje (2000)
- Franck Keller (2003–2007)
- Szívem csücske: Chouchou (2003)
- Soraya (2003)
- Malabar hercegnője (2004)
- Edda (2005)
- A társam felesége (2005)
- Bankapók a pácban (2005)
- Művészlelkek (2006)
- Kemping (2006)
- Kék Papagáj (2006)
- Feltalállak! (2006)
- Minor őfelsége (2007)
- Szóval ilyen volt az élet! (2009)

## Díjai
- César-díj a legjobb mellékszereplő színésznek (1977) A svihák; Sokat akar a szarka…
- César-díj a legjobb színésznek (1980) Rendőrök háborúja